# نانسی میلر
نانسی میلر (انگلیسی: Nancy Miller) فیلم‌نامه‌نویس و تهیه‌کننده تلویزیونی اهل ایالات متحده آمریکا است.
از فیلم‌ها یا مجموعه‌های تلویزیونی که وی در آن‌ها نقش داشته‌است، می‌توان به سی‌اس‌آی: میامی، نشویل و نجات گریس اشاره نمود.